# Кютсенозен
Кютсенозен (фр. Kutzenhausen) — коммуна на северо-востоке Франции в регионе Гранд-Эст (бывший Эльзас — Шампань — Арденны — Лотарингия), департамент Нижний Рейн, округ Агно-Висамбур, кантон Рейшсоффен. До марта 2015 года коммуна административно входила в состав упразднённого кантона Сульц-су-Форе (округ Висамбур).
Площадь коммуны — 7,2 км², население — 830 человек (2006) с тенденцией к росту: 904 человека (2013), плотность населения — 125,6 чел/км².

## Население
Население коммуны в 2011 году составляло 902 человека, в 2012 году — 899 человек, а в 2013-м — 904 человека.
| 1962 | 1968 | 1975 | 1982 | 1990 | 1999 | 2006 | 2008 | 2011 | 2012 | 2013 |
| ---- | ---- | ---- | ---- | ---- | ---- | ---- | ---- | ---- | ---- | ---- |
| 806  | 785  | 719  | 713  | 740  | 783  | 830  | 874  | 902  | 899  | 904  |

Динамика населения:

## Экономика
В 2010 году из 609 человек трудоспособного возраста (от 15 до 64 лет) 480 были экономически активными, 129 — неактивными (показатель активности 78,8 %, в 1999 году — 74,2 %). Из 480 активных трудоспособных жителей работали 448 человек (248 мужчин и 200 женщин), 32 числились безработными (13 мужчин и 19 женщин). Среди 129 трудоспособных неактивных граждан 35 были учениками либо студентами, 52 — пенсионерами, а ещё 42 — были неактивны в силу других причин.

## Достопримечательности (фотогалерея)

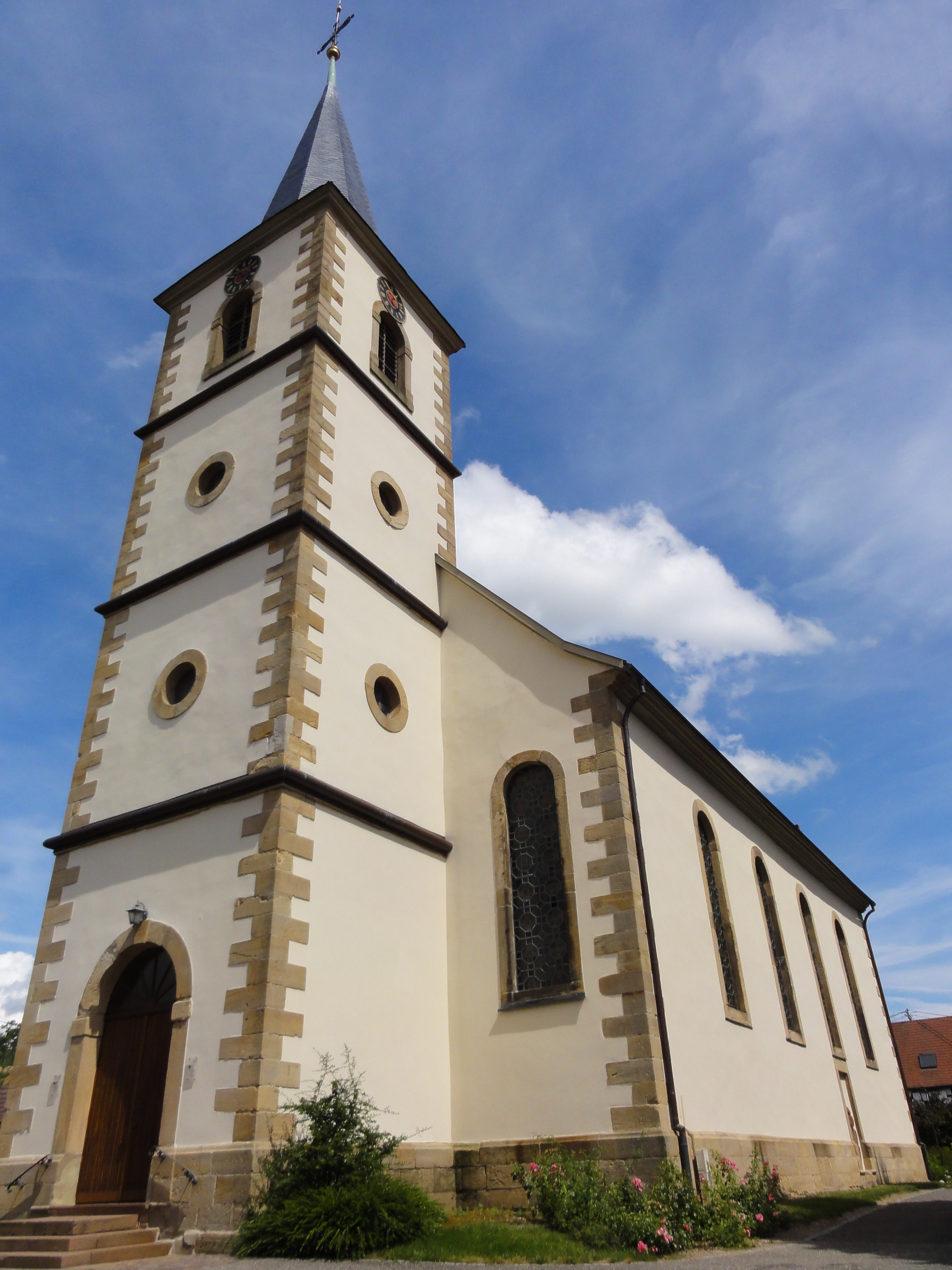
Протестантская церковь
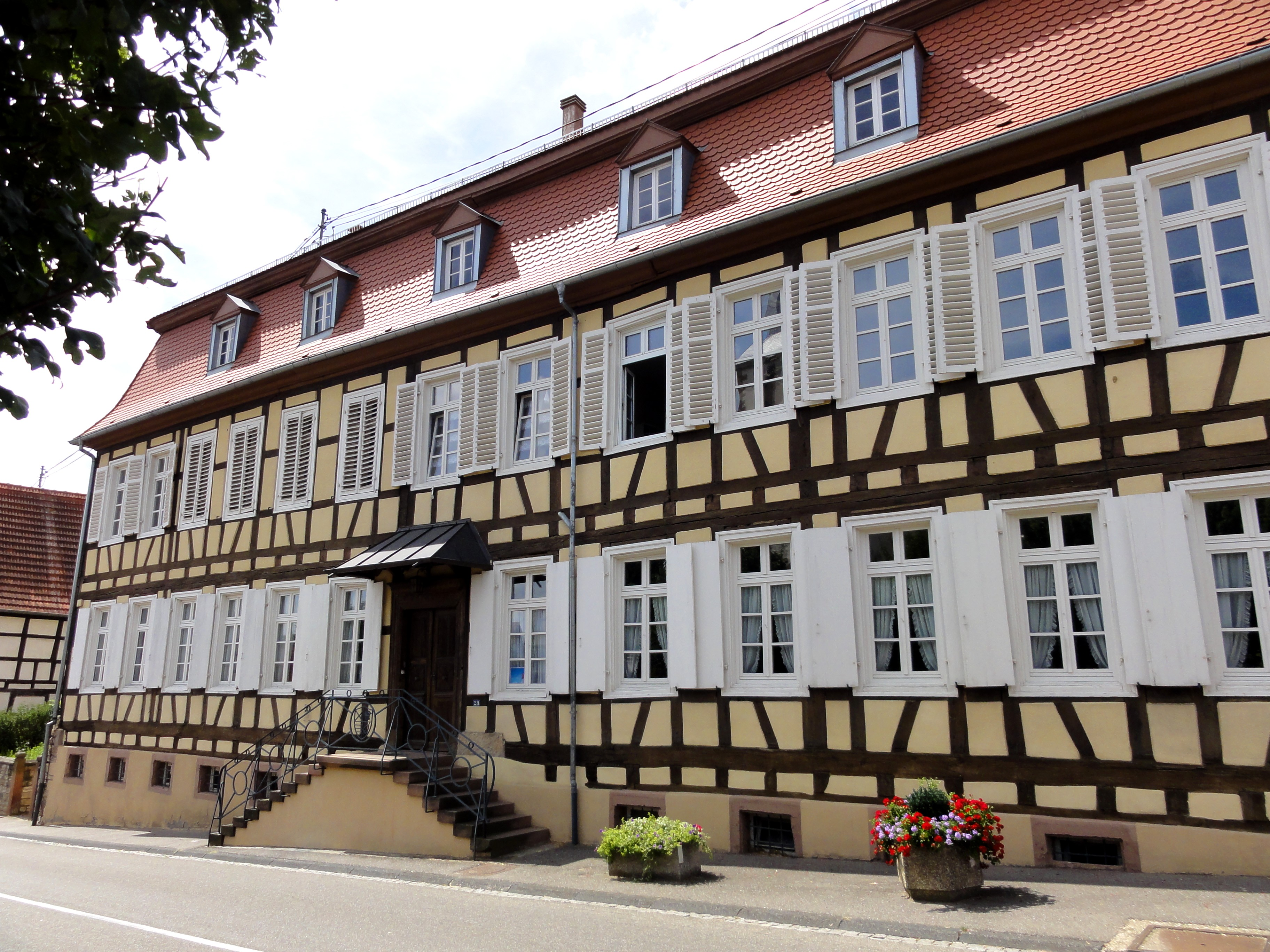
Бывший дом приходского священника
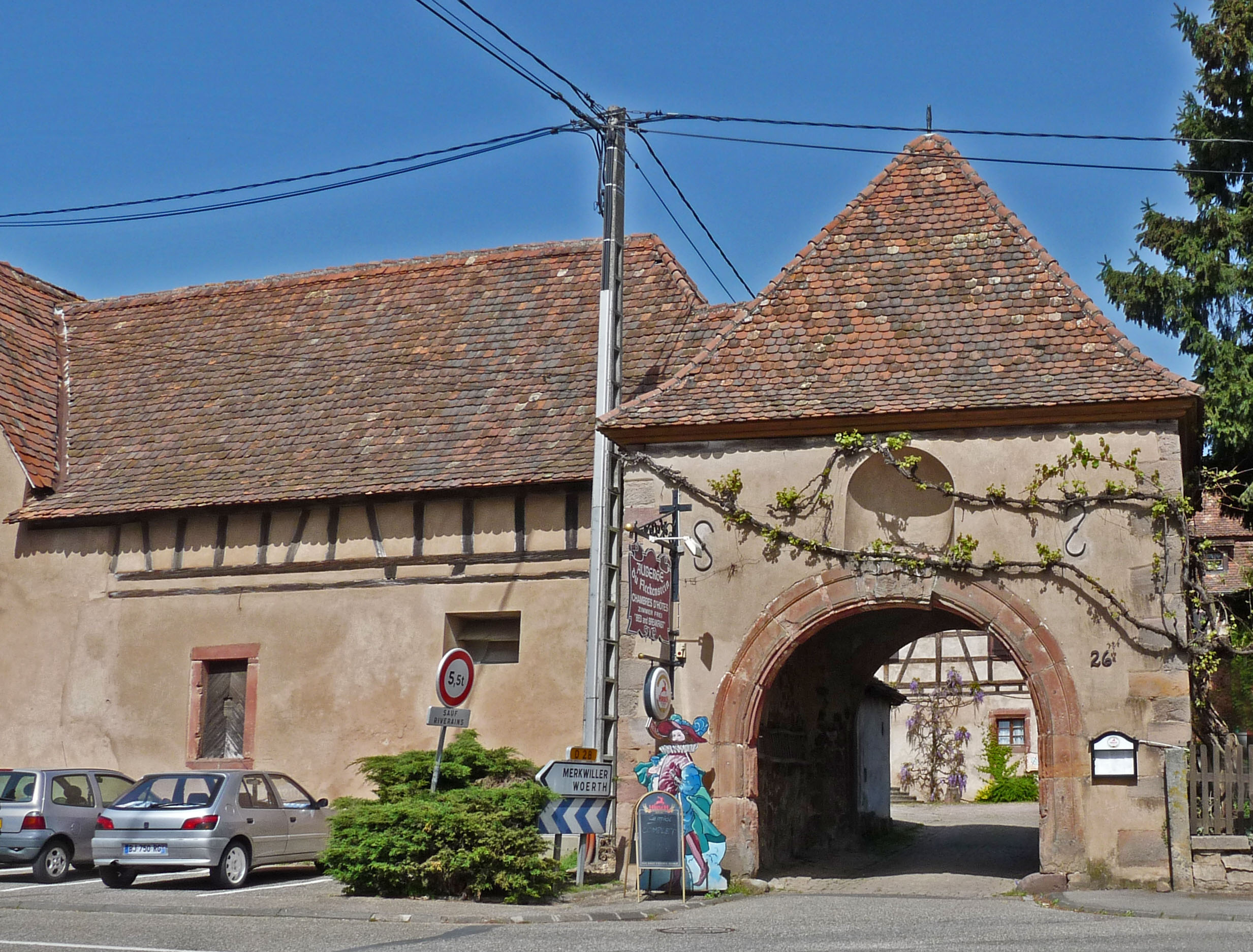
Фрагмент средневековых укреплений